# Yolande James
Yolande James (née le 21 novembre 1977 à Montréal) est une femme politique québécoise. Elle est députée de la circonscription de Nelligan à l'Assemblée nationale du Québec de 2004 à 2014 dans le caucus libéral. Elle est ministre dans le gouvernement Charest de 2007 à 2012.

## Biographie
Yolande James est originaire de Montréal. De 1998 à 2003, elle est attachée politique de Russell Williams, député du Parti libéral de la circonscription de Nelligan et elle occupe le poste de vice-présidente jeune de l'association libérale de Nelligan. Elle obtient un baccalauréat en droit civil de l'Université de Montréal en 2000 et un baccalauréat en common law de l'Université Queen's en 2003. En 2003-2004, elle fait un stage en droit au ministère de la Santé et des Services sociaux. En 2004, elle est conseillère politique au cabinet du ministre de la Santé et des Services sociaux, Philippe Couillard. Elle devient membre du Barreau du Québec en 2004.
Yolande James est élue députée de Nelligan lors de l'élection partielle du 20 mars 2004. Durant son premier mandat, elle est membre de plusieurs commissions, dont celle des affaires sociales (2004-2007) et celle de l'économie et du travail. Elle est réélue dans la circonscription de Nelligan aux élections générales du 26 mars 2007, du 8 décembre 2008 et du 4 septembre 2012 pour les 38e, 39e et 40e législatures. Le premier ministre Jean Charest la nomme ministre de l'Immigration et des Communautés culturelles le 18 avril 2007 et elle occupe ce poste jusqu'au 10 août 2010. Elle est la première femme noire à faire partie du conseil des ministres du Québec. Elle est ministre de la Famille du 6 mai 2010 au 19 septembre 2012. Après l'élection de 2012, son parti se retrouve à l'opposition officielle où elle assume la fonction de leader parlementaire adjointe du 28 septembre 2012 au 8 avril 2013. Elle décide de quitter la vie politique à la fin de son mandat en 2014.
Elle est récipiendaire, en 2005, de la Médaille de l'Assemblée nationale.
En septembre 2014, elle se joint à l'équipe de commentateurs politiques à l'émission Club des ex, sur les ondes du Réseau de l'information (RDI), affilié à Radio-Canada. Elle et l'ex-ministre du Parti québécois Yves-François Blanchet sont les nouveaux visages de l'émission, aux côtés de Marie Grégoire, d'abord animé par Simon Durivage et par la suite animé par Michel Viens et Julie Drolet, après le départ à la retraite de ce dernier.  À la fin de cette émission, elle se joint à Mordus de politique au même réseau en 2020.
En 2017, James présente sa candidature à l'investiture libérale dans Saint-Laurent, en vue des élections partielles pour succéder à Stéphane Dion du Parti libéral du Canada. Elle est défaite par Emmanuella Lambropoulos.